# 阚云超
阚云超（1974年11月—），男，汉族，河南唐河人。中华人民共和国生物学家，教育工作者。中共党员，农学博士，教授，硕士生导师。现任河南科技学院院长。

## 生平
1992年入读南阳师专生物系；1995年进入河南农业大学读硕士；1998年进入浙江农业大学攻读博士学位，导师为分子植物病理学家李德葆教授和郭泽建博士，主要从事抗病基因的克隆及功能分析、转基因研究及探讨植物抗病信号转导途径。后回到南阳师范学院任教；2003年到中科院遗传与发育生物学研究所做访问学者。后到英国洛桑研究所读博士后，完成了1项英国皇家学会项目、两项省级项目。
2004年7月任南阳师范学院生物系副主任；2006年5月任南阳师范学院生命科学与技术学院副院长；2008年6月任南阳师范学院科研处处长；2010年赴美留学，跟随植物生物学家、美国科学院院士朱健康学习。
2015年2月，任南阳师范学院副院长2020年4月，任河南大学副校长。
2022年2月，任河南科技学院院长、党委副书记。